# Strand-Levkoje
Der Strand-Levkoje (Matthiola sinuata) ist eine Pflanzenart aus der Gattung Levkojen (Matthiola) innerhalb der Familie der Kreuzblütengewächse (Brassicaceae). 

## Beschreibung

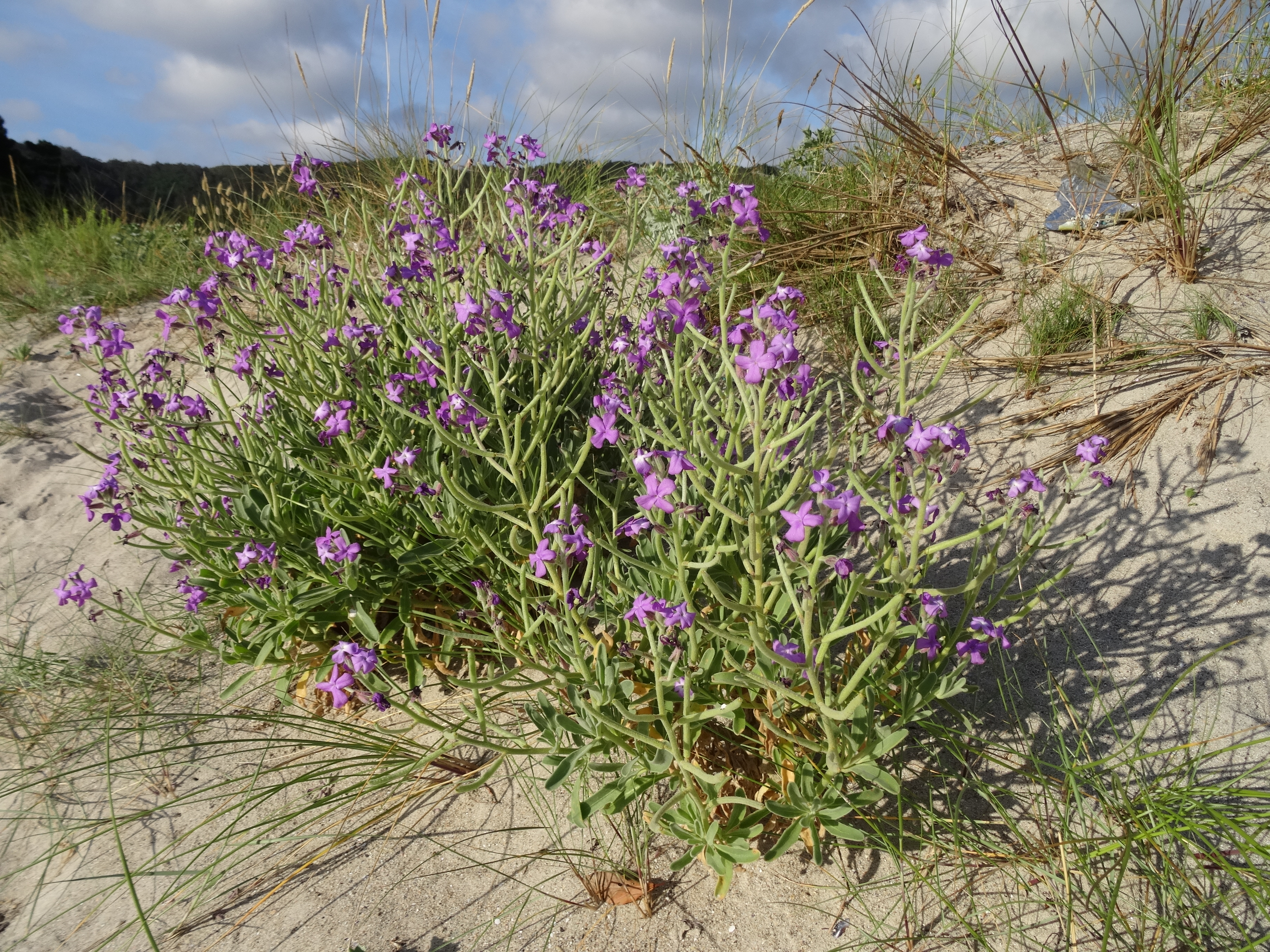
Habitus im Habitat

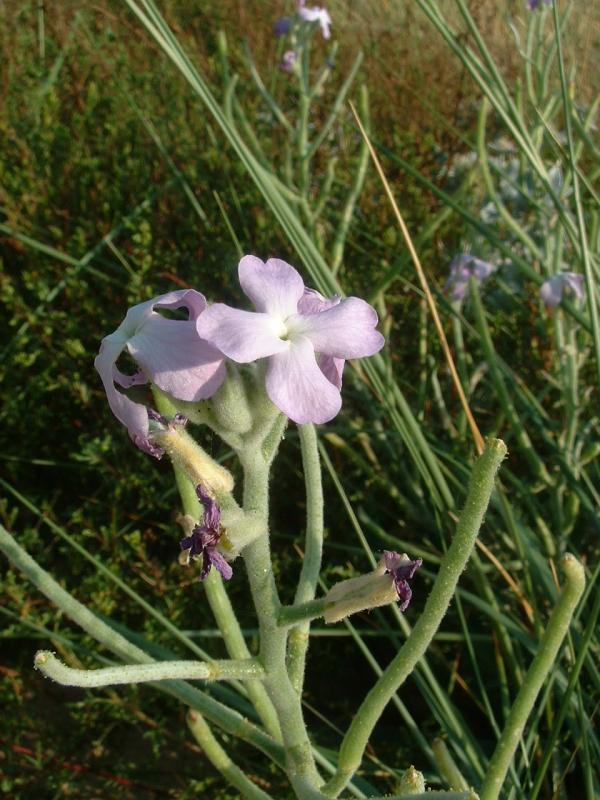
Blütenstand mit jungen Schoten

### Vegetative Merkmale
Die Strand-Levkoje ist eine zweijährige oder ausdauernde krautige Pflanze, die Wuchshöhen von 10 bis 60 Zentimetern erreicht. Die oberirdischen Pflanzenteile sind dicht weißwollig-filzig behaart. Die verkehrt-eilanzettlichen bis schmal-elliptischen oder länglichen, öfters mehr oder weniger eingefalteten Grundblätter sind entfernt grobgezähnt bis fiederspaltig mit gerundeten bis rundspitzigen Lappen, Zähnen. Die oberen Stängelblätter sind ungeteilt.

### Generative Merkmale
Die Blütezeit reicht von Mai bis September.
Die zwittrigen Blüten sind vierzählig. Die seitlichen Kelchblätter sind am Grunde ausgesackt. Die Blütenkronblätter sind blass-violett bis violett und 18 bis 28 Millimeter lang.
Die linealische und filzige Schote ist aufrecht-abstehend, leicht abgeflacht, 5 bis 15 Zentimeter lang und schon jung mit auffälligen gestielten, gelben oder schwarzen Drüsen besetzt. Am oberen Ende der Schoten sind minimale oder keine Hörner ausgebildet.
Die Chromosomenzahl beträgt 2n = 14.

## Vorkommen
Die Strand-Levkoje kommt in Marokko, Algerien, Tunesien, Libyen, Portugal, Spanien, auf den Balearen, in Korsika, Sardinien, Sizilien, Malta, Frankreich, Italien, Vereinigten Königreicht, Irland, Kroatien, Montenegro, Albanien, Griechenland, Kreta und im europäischen Teil der Türkei vor.
Die Strand-Levkoje gedeiht an Sand- und Felsküsten.

## Ökologie und Gefährdung
Matthiola sinuata besiedelt fast ausschließlich den Vordünenstreifen dynamischer Sand‑ und Kiesküsten. In Südwales wächst sie in frühen Sukzessionsstadien mobiler Dünen (Vegetationstyp SD6) zusammen mit Strandhafer Ammophila arenaria, Stranddistel Eryngium maritimum, Sand‑Segge Carex arenaria u. a. Auch in Großbritannien findet man die Pflanzen vor allem auf lockerem Sand‑Kies direkt vor der ersten geschlossenen Dünengrasdecke.
Die Art ist zwar überwiegend zweijährig, einzelne Individuen können jedoch mehrere Jahre überdauern. Gut entwickelte Exemplare bilden mehr als 300 Schoten mit jeweils 30–40 Samen, sodass reife Bestände jährlich deutlich über 250 000 Diasporen produzieren.
Ihr Gesamtareal folgt einem mediterran‑atlantischen Küstenmuster; in Wales erreicht sie ihre nördliche Verbreitungsgrenze. In den vergangenen hundert Jahren hat sich das nördliche Areal deutlich nach Süden zurückgezogen; in Irland ist die Art erloschen. Diese Rückgangstendenz verdeutlicht ihre Einstufung als typische Dünen‑Pionierpflanze mit hoher Standortdynamik.
Aufgrund dieses Rückgangs gilt die Strand‑Levkoje in mehreren Roten Listen als gefährdet: In England wird sie in der Vascular Plant Red List for England als „Vulnerable (VU) D2“ geführt, in Wales zählt sie zu den UK‑Biodiversity‑Action‑Plan‑Arten und wird als „Vulnerable Red Data Book species“ behandelt.
Als Hauptgefährdungsfaktoren gelten Küstenverbauung, Dünenstabilisierung und starke Freizeitnutzung, die offene, mobile Sandflächen sowie Keimlinge und Rosetten zerstören. Schutzmaßnahmen konzentrieren sich deshalb auf die Erhaltung dynamischer Pionierstandorte durch gezieltes Sand‑ und Besuchermanagement sowie die Verwendung lokaler Herkünfte in Wiederansiedlungsprojekten.

## Taxonomie
Die Erstveröffentlichung erfolgte 1759 unter dem Namen Cheiranthus sinuatus durch Carl von Linné in Amoenitates Academici seu dissertationes variae physicae, medicae... Band 4, Seiten 104 und 487. Die Neukombination zu Matthiola sinuata (L.) W.T.Aiton wurde durch William Townsend Aiton in Hortus Kewensis; or, a Catalogue of the Plants Cultivated in the Royal Botanic Garden at Kew, ed. 2. Auflage, Band 4, Seite 120 veröffentlicht. Synonyme für Matthiola sinuata (L.) W.T.Aiton sind: Matthiola glandulosa Vis., Matthiola incana subsp. cyrenaica Brullo & Furnari, Matthiola sinuata subsp. glandulosa (Vis.) Vierh. Matthiola sinuata subsp. ligurica (Conti) Vierh.